# دياني جيلمان
دياني جيلمان (بالإنجليزية: Diane Gilman)‏ هي رسامة أمريكية، ولدت في 1945، وتوفيت في 1998.